# Nervo otturatorio
Il nervo otturatorio è un nervo misto che origina con tre radici dal plesso lombare e comprende fibre provenienti da L2, L3 e L4. La radice superiore origina dall'ansa anastomotica fra L2 e L3, la radice media da L3 e la radice inferiore da L4.

## Territorio di innervazione
Il nervo otturatorio innerva il muscolo otturatorio esterno e i muscoli della loggia mediale della coscia a eccezione del pettineo. Innerva inoltre la cute della metà inferiore della faccia mediale della coscia. Partecipa anche all'innervazione delle articolazioni di anca e ginocchio.

## Decorso
Dalla confluenza delle tre radici origina un unico tronco che si porta in cavità pelvica coperto dal grande psoas. A livello dello stretto superiore della pelvi abbandona lo psoas e decorre lungo la parete laterale della cavità assieme ai vasi otturatori, fino a raggiungere il canale otturatorio. Qui emette un ramo collaterale destinato al muscolo otturatore esterno. Dopo aver attraversato il canale otturatorio ed essersi quindi portato nella loggia mediale della coscia, si divide nei suoi rami terminali: un ramo anteriore e uno posteriore.

### Ramo anteriore
Il ramo anteriore è quello di maggiori dimensioni. Decorre verso il basso fra i muscoli adduttori lungo e breve, che innerva assieme al gracile. Quindi si anastomizza con rami del nervo femorale e si distribuisce alla cute inferomediale della coscia e all'articolazione del ginocchio.

### Ramo posteriore
Il ramo posteriore scende fra l'adduttore breve da una parte e gli adduttori grande e minimo dall'altra. Innerva questi muscoli e le articolazioni di anca e ginocchio.